# Pressigny, Deux-Sèvres
Pressigny är en kommun i departementet Deux-Sèvres i regionen Nouvelle-Aquitaine i västra Frankrike. Kommunen ligger i kantonen Thénezay som tillhör arrondissementet Parthenay. År 2022 hade Pressigny 192 invånare.

## Befolkningsutveckling
Antalet invånare i kommunen Pressigny
| Referens: INSEE |